# Прохоров, Евгений Павлович
Евге́ний Па́влович Про́хоров (7 марта 1931 — 16 ноября 2011) — российский социолог и филолог, создатель советской, а затем и современной российской теорий журналистики. Доктор филологических наук (1969), заслуженный профессор факультета журналистики МГУ им. М. В. Ломоносова, академик Международной академии информатизации. Один из инициаторов создания кафедры социологии журналистики факультета журналистики МГУ, которую возглавлял на протяжении двадцати лет.

## Биография
Родился в Москве. Поступил на факультет журналистики МГУ (окончил в 1954 году). Член КПСС с 1964 по 1990 год. По окончании курса преподавал на факультете журналистики МГУ. С 1990 года по 2010 год — заведующий кафедрой социологии журналистики.
Читал лекции по курсу «Введение в теорию журналистики», который являлся его собственной новацией, а также специальные курсы «Журналистика и демократия», «Искусство публицистики», «Интернет — это наше будущее». Вёл спецсеминары.
Область научных интересов Евгения Павловича — общая теория журналистики, социология журналистики, теория публицистики, методология исследования журналистики.
"С ... горечью Евгений Павлович вспоминал времена факультетских «черных полковников», которые «гнобили» его как раз за недостаточно восхищенное, «ошибочное» с их жестко сталинских позиций отношение к марксизму-ленинизму".

## Работы

### Книги
- Публицистика декабристов. — М., 1961.
- Белинский-публицист. — М., 1963.
- Эпистолярная публицистика. — М., 1966.
- Публицистика в жизни общества. — М., 1968.
- Публицист и действительность. М.: Издательство Московского университета, 1973.
- Белинский. — М., 1978.
- Искусство публицистики. — М., 1984.
- Введение в теорию журналистики. — М.: «РИП-холдинг», 1998.
- Журналистика и демократия. — М.: «РИП-холдинг», 2001. (Изд. 3-е. — М.: Аспект-пресс, 2004. — 352 с.)
- Журналист и массовое сознание. — М.: «РИП-холдинг», 2007. — 96 с.

### Научные труды
- Правовые и этические нормы в журналистике [сборник документов] // Сост.: Е. П. Прохоров, Г. М. Пшеничный, В. М. Хруль. — М.: Аспект-пресс, 2004. — 222 с.
- Имя им — регион // Балтийские берега. Спец. выпуск. 21.04.2004. — С. 28-29.
- Возможна ли для современной журналистики работающая триада: толерантность — диалог — движение к согласию? // Социальное насилие и толерантность: Реальность и медиа-образы. — М.: НИК, 2004. — С. 154—157.
- Преподаватель — всегда исследователь // Журналистика: Матер. Междунар. науч.-практ. конф. — Ростов-на-Дону, 2004. — С. 55-57.
- Наука о журналистике должна иметь чёткую структуру (интервью, проведённое О. В. Устимовой) // Меди@альманах. — 2004. — № 2-3. — С. 6-9.
- Исследуя журналистику. Теоретическое основы, методология, методика и техника работы исследователя журналистики — М.: РИП-холдинг, 2002.

## Семья
Дочь — Ирина Евгеньевна Прохорова, кандидат филологических наук, доцент кафедры истории русской литературы и журналистики факультета журналистики МГУ.